# Sturm-Infanteriegeschütz 33B
El Sturm-Infanteriegeschütz 33B, o simplemente sIG 33B, fue un cañón de asalto alemán utilizado durante la Segunda Guerra Mundial. Comprendía una superestructura con forma de casamata, completamente cerrada y fuertemente blindada construida sobre el chasis del Sturmgeschütz III. Montaba el cañón de infantería mejorado sIG 33/1, posicionado ligeramente hacia la derecha, para el cual transportaba 30 proyectiles. El cañón principal podía girar solo 3° tanto hacia la izquierda como a la derecha, 25° de elevación y 6° de depresión. También estaba equipado con una ametralladora MG 34 montada en un afuste hemisférico, el cual se localizaba al costado derecho del cañón principal y para la cual se transportaban 600 balas. El movimiento del afuste hemisférico eran 15° a la izquierda, 20° a la derecha, 20° de elevación y 10° de depresión.
Las fuentes difieren en cuanto a la historia del desarrollo del sIG 33B. Chamberlain y Doyle postulan que en julio de 1941 se le ordenó a Alkett la conversión de una docena de chasis de Sturmgeschütz III Ausf. E, los cuales fueron completados entre diciembre de 1941 y enero de 1942, aunque no fueron puestos en servicio. El 20 de septiembre de 1942 se ordenó la conversión de otra docena de Sturmgeschütz III y que la primera docena fuese reconstruida. Trojca y Jaugitz contienden que los 24 vehículos fueron construidos por Alkett desde septiembre de 1942 a partir de chasis reparados de Sturmgeschütz III Ausf. B, C, D y E.
La primera docena fue entregada a finales de octubre de 1942 y fue asignada a los Sturmgeschütz-Abteilungen ("Batallones de cañones de asalto") 177 y 244, en ese entonces combatiendo en Stalingrado. La segunda docena no pudo ser entregada a los Sturmgeschütz-Abteilungen 243 y 245, también luchando en Stalingrado, después de que los soviéticos rodearan al 6.º Ejército alemán el 21 de noviembre, por lo que los vehículos fueron formados en el Sturm-Infanterie-Geschütz-Batterie/Lehr-Bataillon (Batería de cañones de la infantería de asalto/Batallón de adoctrinamiento) XVII. El batallón fue asignado a la 22.° división Panzer mientras intentaban liberar al atrapado 6.° Ejército. La división fue virtualmente eliminada durante la contienda y la batería fue asignada a la 23.° división Panzer donde se convirtió en el Sturm-Infanterie-Geschütz-Batterie/Panzer-Regiment 201 (también conocido como 9. Kompanie/Panzer-Regiment 201) hasta el final de la guerra. El último reporte de fuerzas en incluirlos menciona cinco unidades restantes en septiembre de 1944. Solo un ejemplar sobrevive hasta el día de hoy en el Museo de Tanques de Kubinka en Rusia.